# Werner Kohlmeyer
Werner Kohlmeyer (19 avril 1924 à Kaiserslautern - 26 mars 1974 à Mainz-Mombach) est un footballeur international allemand qui évoluait au poste d'arrière gauche.

## Biographie
Arrière gauche de devoir et réputé très fair-play, Kohlmeyer passa la plus grande partie de sa carrière au 1. FC Kaiserslautern. Il y arriva à l'âge de 16 ans et en reparti à 33 ans. Entre-temps il glana quelques sélections avec l'équipe nationale d'Allemagne de l'Ouest et participa notamment à la coupe du monde 1954 où il fut excellent notamment lors de la finale remportée face à la Hongrie. Spécialiste du sauvetage sur la ligne, il quitta Kaiserslautern à la fin des années 1950 pour finir sa carrière en division inférieure, d'abord à Hombourg (Sarre), puis à Bexbach. Il joua jusqu'à l'âge avancé de 36 ans.
Séparé de ses enfants après son divorce il sombra dans l'alcoolisme et succomba finalement à une crise cardiaque à seulement 49 ans.

## Palmarès
- 22 sélections en équipe d'Allemagne entre 1951 et 1955
- Vainqueur de la Coupe du monde 1954 avec l'Allemagne
- Champion d'Allemagne en 1951 et 1953 avec le FC Kaiserslautern